# Washingtonia robusta
Washingtonia robusta är en enhjärtbladig växtart som beskrevs av Hermann Wendland. Washingtonia robusta ingår i släktet Washingtonia och familjen Arecaceae. Inga underarter finns listade i Catalogue of Life.

## Bildgalleri

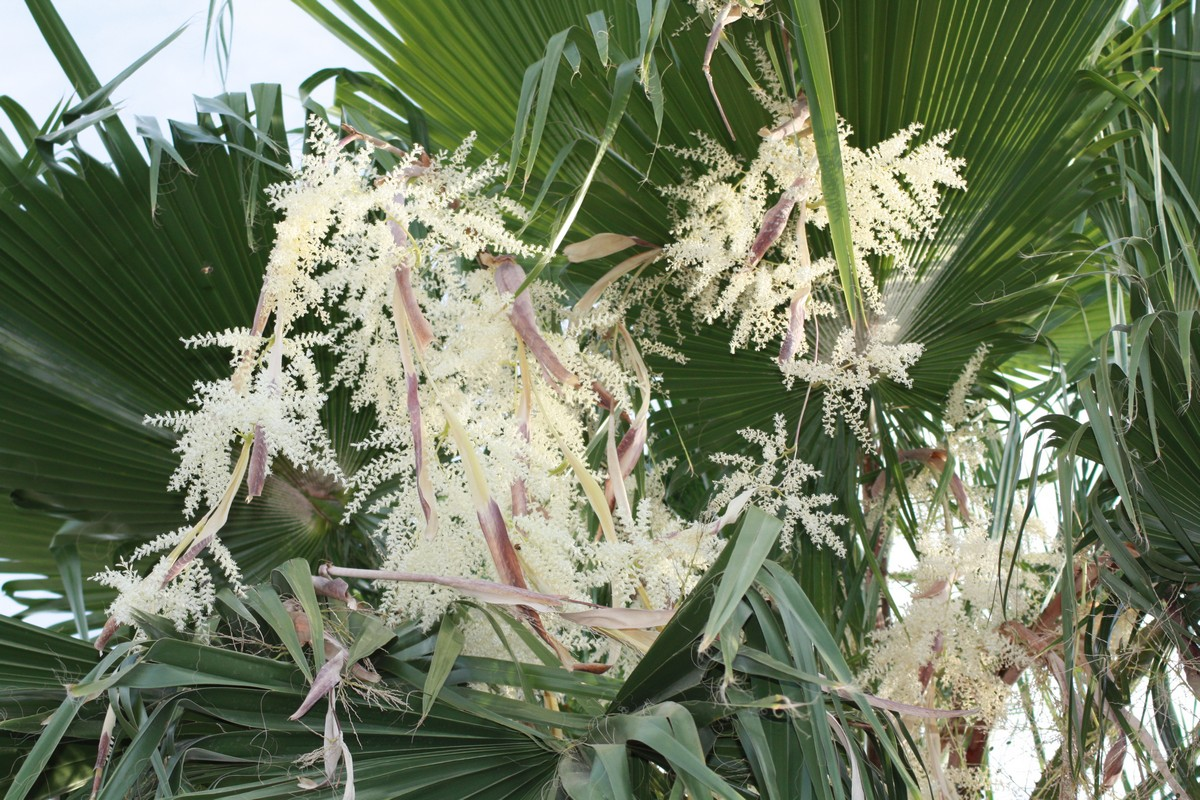
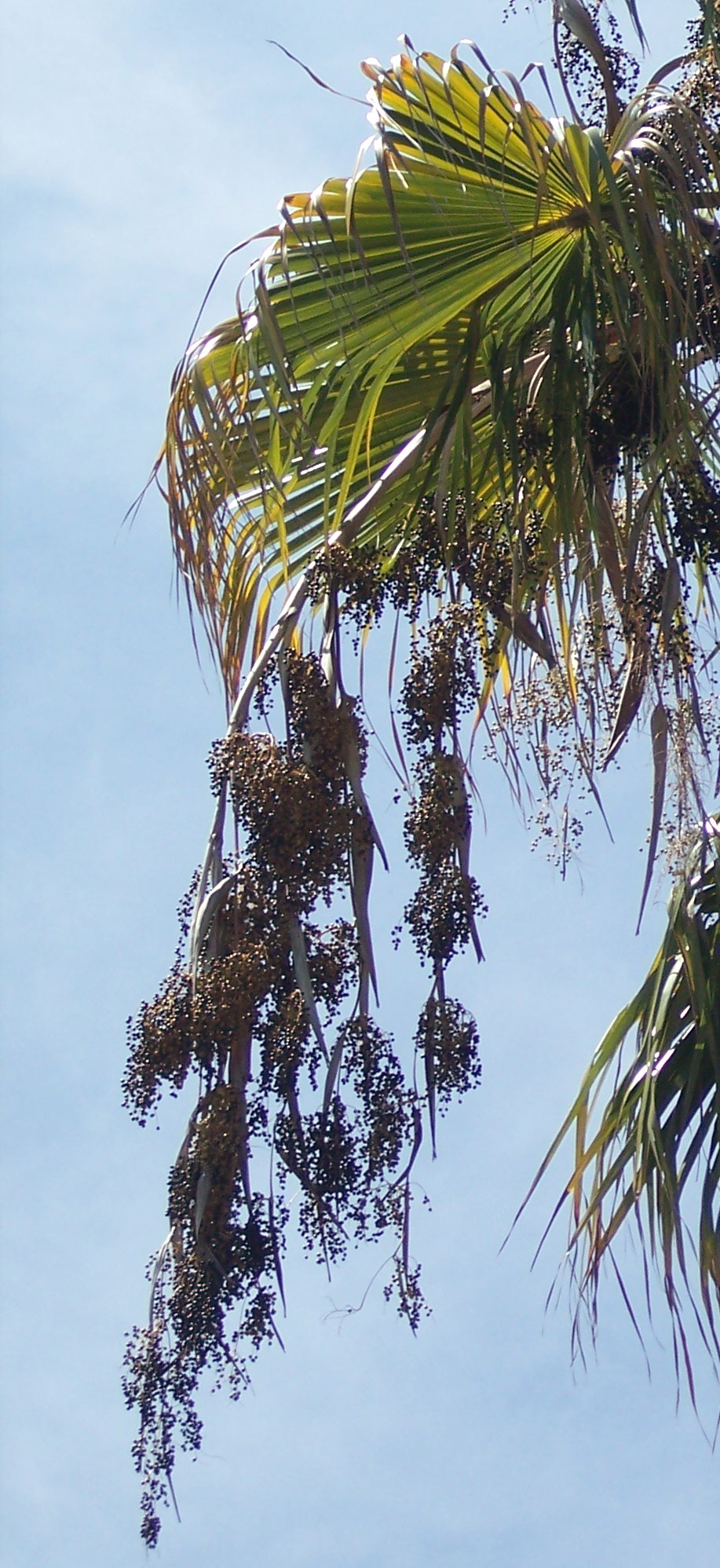
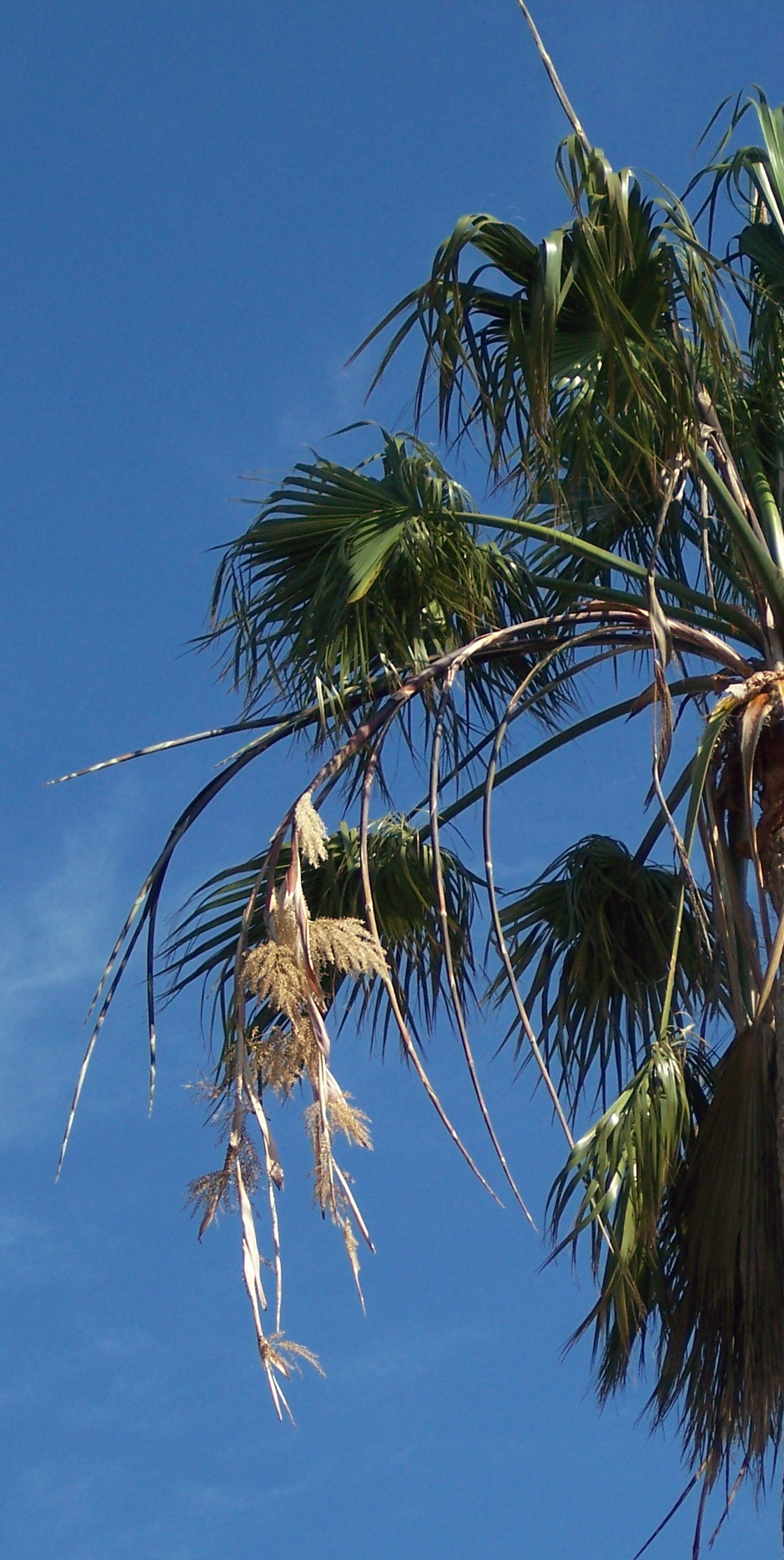
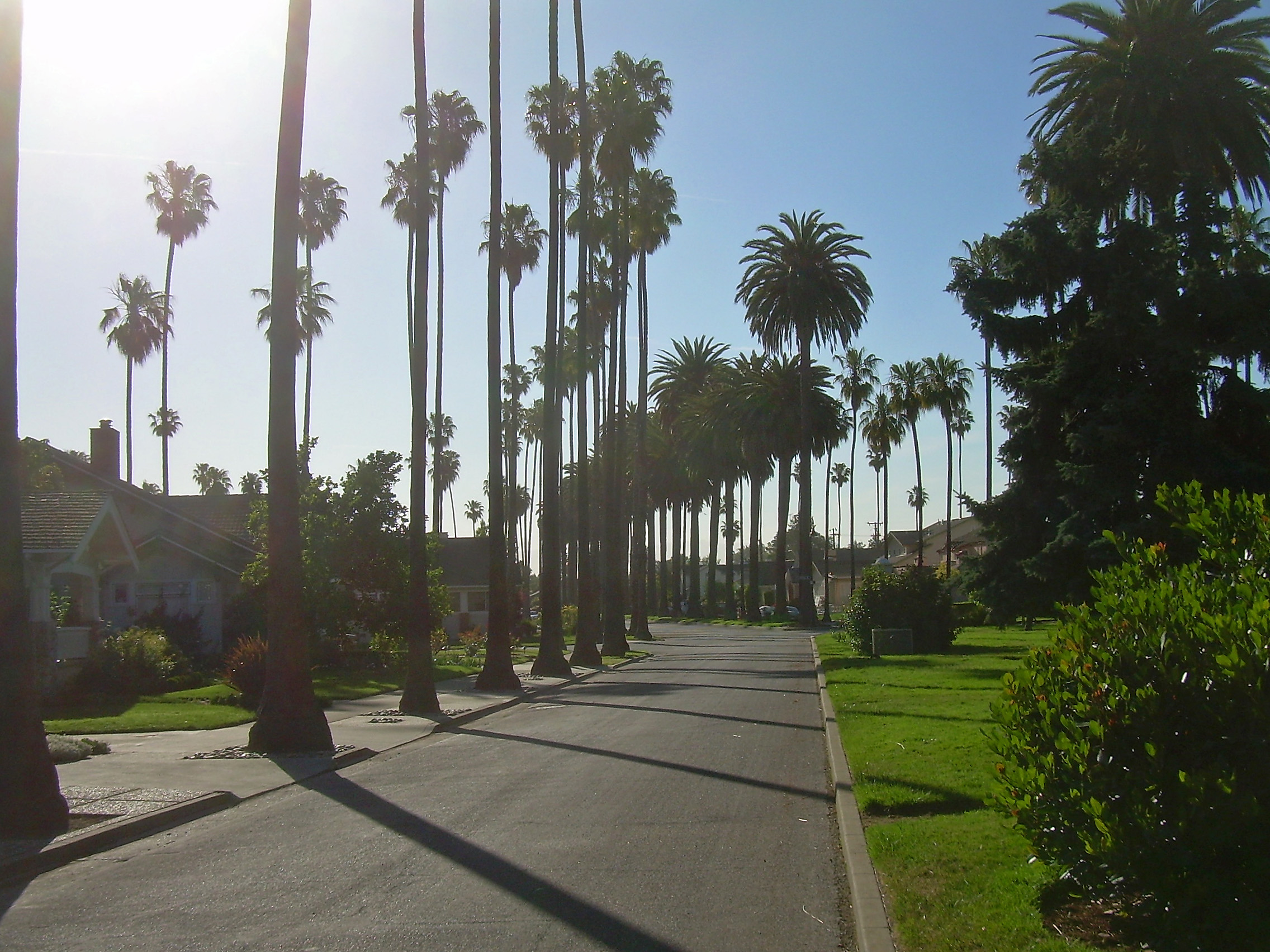
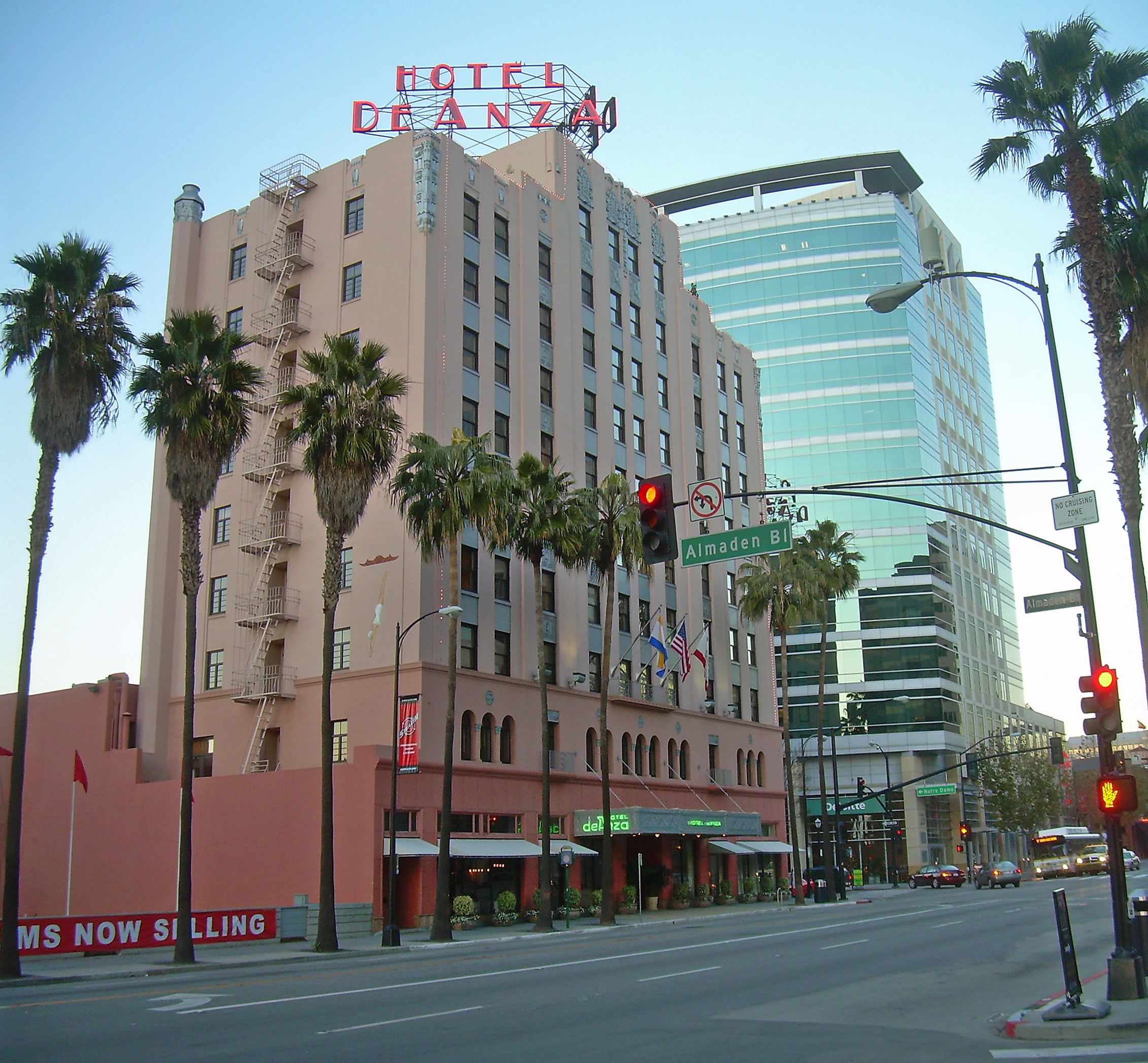
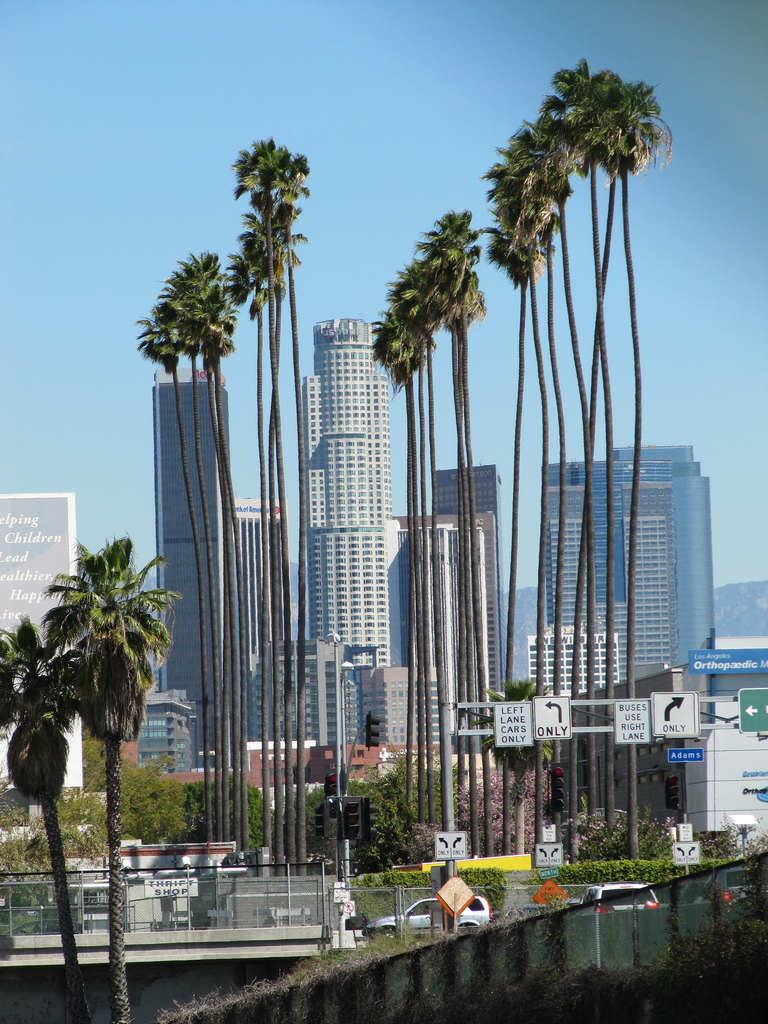